# Mercedes Elvira del Palacio Tascón
Mercedes Elvira del Palacio Tascón (Palencia, 15 de diciembre de 1958) es una política y alta funcionaria de España.

## Biografía
Licenciada en Derecho por la Universidad de Valladolid, ingresó por oposición en el Cuerpo Superior de Administradores Civiles del Estado en 1986.
Ha sido Subdirectora General de Gestión Económico-Administrativa de Turespaña. En 1994 fue nombrada Directora de la Oficina de Turismo de España en Milán y, posteriormente, Directora de la Oficina de Turismo de España en Bruselas. En 2002 pasó a ocupar el puesto de Secretaria General del Instituto Nacional de las Artes Escénicas y de la Música y, a continuación el de Directora general de la Función Pública en el Ministerio de Administraciones Públicas. 
En octubre de 2004 fue nombrada Subsecretaria de Vivienda. Dimitió para concurrir a las elecciones municipales de 2007 para el Ayuntamiento de Madrid por el PSOE, en la candidatura encabezada por Miguel Sebastián. Tomó posesión como concejala el día 16 de junio y once días después el Grupo Municipal Socialista la nombraba miembro de las comisiones de Medio Ambiente, de Obras y de Urbanismo. Sin embargo, el 24 de julio dimitía.
El 13 de julio de 2007 había sido nombrada Secretaria General para la Administración Pública y desde abril de 2008 Secretaria de Estado para la Administración Pública. Un año más tarde, era nombrada Subsecretaria del Ministerio de Cultura, cargo que ejerció hasta el 30 de diciembre de 2011 en que fue nombrado su sucesor en el cargo, Fernando Benzo Sáinz.